# Canden (Sambi)
Canden is een bestuurslaag in het regentschap Boyolali van de provincie Midden-Java, Indonesië. Canden telt 4677 inwoners (volkstelling 2010).